# L 98-59

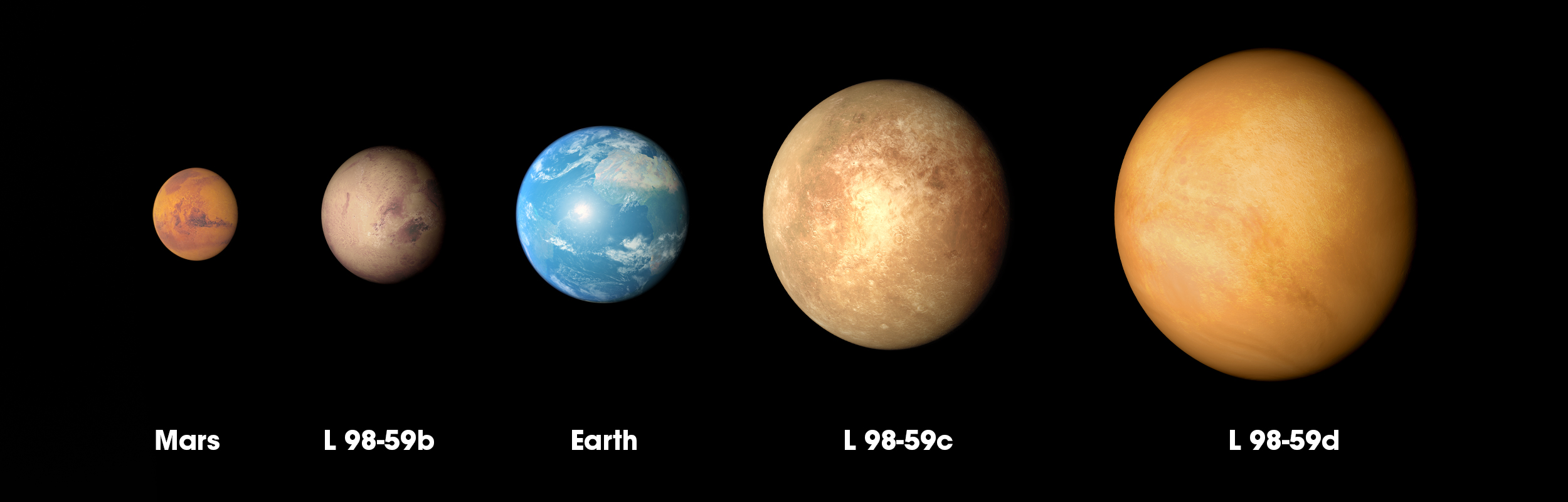
Три планеты, обнаруженные в системе L98-59 транзитным спутником исследования экзопланет НАСА (TESS), на иллюстрации сравниваются с Марсом и Землей в возрастающем порядке

L 98-59 — звезда в созвездии Летучей Рыбы. Находится на расстоянии около 35 световых лет от Солнца.
L 98-59 — красный карлик спектрального класса M2. Видимая звёздная величина — 11,69 ± 0,02m.

## Планетная система
У звезды обнаружены по меньшей мере 5 планет. Некоторые из них возможно потенциально обитаемы. 3 планеты были открыты в 2019 году, в 2021 году найдены ещё 2 планеты, одна из которых — L 98-59 f — находится в зоне обитаемости — её масса — 2,80±0,30 массы Земли (суперземля), орбитальный период — 23,06 дня.